# João Augusto Marques Gomes

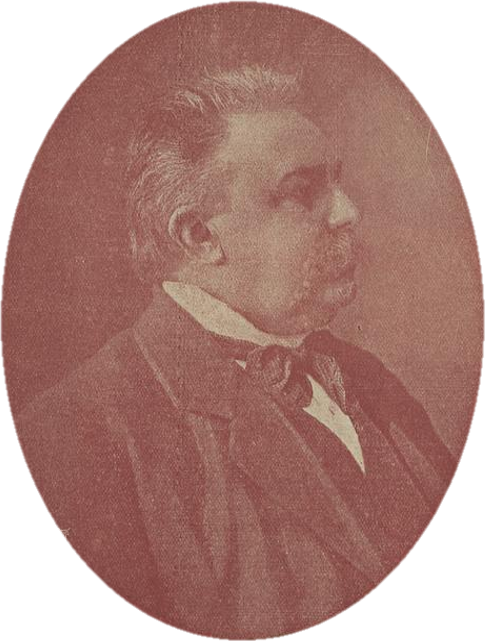
Marques Gomes

João Augusto Marques Gomes ou Marques Gomes (1853-1931).

## Biografia
Filho de Francisco Tomé Marques Gomes e de Ana Cândida Barros de Almeida, João Augusto Marques Gomes nasceu na freguesia da Vera-Cruz, em Aveiro, no dia 6 de Fevereiro de 1853.
Estudou no Liceu Nacional de Aveiro. Foi funcionário no Governo Civil de Aveiro – não se dedicou por inteiro à carreira na Administração Pública porque as suas prioridades se situavam, antes de tudo, no domínio da cultura.
O conjunto da sua obra está ligado de modo especial a Aveiro e o seu distrito. "O investigador, historiador e crítico Marques Gomes sempre apoiou os artistas e empresas ligadas à tradicional atividade cerâmica da sua região — como a Fábrica da Fonte Nova, a Fábrica de Porcelanas da Vista Alegre e a Fábrica dos Santos Mártires / Aleluia; dirigiu agremiações de carácter religioso e cultural; organizou a Exposição Distrital de Aveiro em 1882, para comemorar o centenário da morte do Marquês de Pombal; organizou a Exposição de Arte Religiosa no Colégio de Santa Joana, em 1895; [...] De todos os seus empreendimentos, a organização do Museu de Aveiro [em 1911] foi o maior serviço prestado à sua cidade".
Teve um filho, o Capitão Fernão Marques Gomes, que se casou em Águeda, com Irene Sucena e uma filha, Hemengarda Marques Gomes, que também era casada em Águeda, com Francisco Camossa.

## Obras
- 1º Centenário do Nascimento de José Estevão: contribuição prestada
- A mulher na antiguidade
- Ao Conselheiro Castro Mattoso: homenagem
- A princesa santa Dona Joana de Portugal: esboço biográfico
- Archivo photographico
- Aveirenses que morreram, soffreram e combateram pela liberdade...
- Aveiro: berço da liberdade: e o Coronel Jeronymo de Moraes Sarmento
- A Vista Alegre: memória histórica
- Casa da Magdalena
- Centenário da guerra peninsular, 1808-1908
- Centenario da Revolução de 1820: integração de Aveiro nesse glorioso movimento(eBook)
- Conselheiro Antonio José da Rocha: perfil biographico
- Conselheiro António Ferreira de Araújo e Silva: esboço biográfico
- D. Duarte de Menezes: esboço biographico seguido das apreciações de diversos jornaes às Memorias de Aveiro
- D. Joanna de Portugal (a princeza santa): esboço biographico(eBook)
- D. Manoel Correa de Bastos Pina: esboço biographico
- História do Museu Regional de Aveiro: 1911-1921
- José Estevão
- Luctas caseiras: Portugal de 1834 a 1851
- Manoel José Mendes Leite: esboço biographico
- Memoria historico-genealogica da Casa e Solar da Oliveirinha
- Migalhas bibliographicas
- O Conimbricense e a historia contemporanea: publicação commemorativa do 50º anniversario do mesmo
- O Conselheiro Manuel Firmino d'A. Maia: cinquenta annos de vida publica
- O districto de Aveiro
- O espinho da coroa de Christo da Casa da Oliveirinha
- O Prior do Crato em Aveiro
- Reimpressão de opusculos e documentos raros pela empreza do "Campeão das Províncias"
- Subsidios para a historia de Aveiro